# Surveyor 4
Surveyor 4 byla umělá sonda, vyslaná agenturou NASA na Měsíc v roce 1967. V katalogu COSPAR dostala označení 1967-068A.

## Úkol mise
Družice měla za úkol měkce přistát na povrchu Měsíce a pořídit odtud fotografie. Byla družicí, předstupněm programu Apollo, při němž mají astronauti z USA vstoupit na Měsíc a doplňovala souběžné bezpilotní lety programů Lunar Orbiter, Lunar Explorer, Ranger, zčásti i Pioneer.

## Základní údaje
Sonda vážila zhruba 1000 kg, část určená k přistání 302 kg. Měla mj. brzdící motor, vlastní pohonné hmoty, dvojici radarů, tři řídící trysky, snímací fotografickou aparaturu.

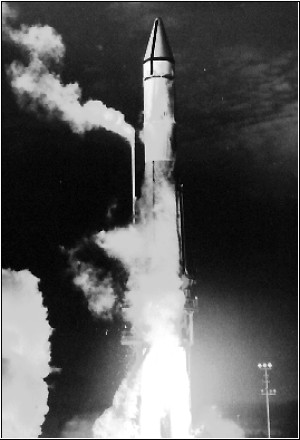
Start rakety se sondou Surveyor 4

## Průběh mise
Raketa Atlas Centaur D se sondou Surveyor odstartovala z mysu Canaveral na Floridě 14. července 1967. Den poté byla provedena korekce dráhy. Přistávací manévr probíhal stejně dobře, jako u úspěšné předchozí mise Surveyor 3, avšak ve výši 10 km nad povrchem Měsíce se spojení neočekávaně přerušilo a sonda dopadla na povrch rychlostí zhruba 180 m/sec.
Příčiny neúspěchu se nepodařilo objasnit.